# Alonso Guzmán y Talavera
Alonso Guzmán y Talavera OSH (ur. 26 lipca 1535 w Talavera de la Reina, zm. ?) – hiszpański duchowny rzymskokatolicki, hieronimita, biskup Trujillo.

## Biografia
Należał do Zakonu Świętego Hieronima. 15 kwietnia 1577 papież Grzegorz XIII mianował go pierwszym biskupem erygowanej tego samego dnia diecezji Trujillo, w Ameryce. Sakrę biskupią przyjął w Hiszpanii z rąk nieznanego konsekratora. Diecezji jednak, z nieznanych powodów, nie objął.